# 費邊 (紐約州村)
費邊（英語：Fabius）是位於美國紐約州奧農達加縣的村。

## 人口
根據2020年美國人口普查的數據，費邊的面積為1.10平方千米，皆為陸地。當地共有人口309人，而人口密度為每平方千米281人。